# Никола Йованович
Никола Йованович (сербохорв. Nikola Jovanović/Никола Joвaнoвић, нар. 18 вересня 1952, Цетинє) — югославський футболіст, що грав на позиції захисника. Відомий за виступами в клубах «Црвена Звезда» та «Манчестер Юнайтед», а також у складі національної збірної Югославії. Вважається першим футбольним легіонером з-за меж Британських островів у «Манчестер Юнайтед».

## Клубна кар'єра
Никола Йованович народився в Цетинє, та розпочав виступи в командах майстрів у 1972 році в команді другого югославського дивізіону «Будучност» з Титограда. У 1975 році Йованович перейшов до складу белградської «Црвена Звезда», у якій грав до 1980 року, двічі ставши в її складі чемпіоном Югославії.
Своєю грою за цю команду привернув увагу представників тренерського штабу клубу «Манчестер Юнайтед», до складу якого приєднався 1980 року, ставши першим гравцем у команді з-поза меж Британських островів. Проте у зв'язку зі старою травмою він не зумів проявити себе у складі манчестерського клубу, і після проведеного 21 матчу в складі команди югославського футболіста відпустили в оренду до його колишньої команди «Будучност». За півроку він повернувся до «Манчестер Юнайтед», проте вже фактично не грав за команду, і за півроку повернувся до «Будучності», в складі якої завершив виступи на футбольних полях у 1984 році.

## Виступи за збірну
1979 року Никола Йованович дебютував у складі національної збірної Югославії. У складі збірної був учасником чемпіонату світу 1982 року в Іспанії. У цьому ж році завершив виступи у збірній, зігравши у її формі 7 матчів.

## Після завершення виступів на футбольних полях
Після завершення виступів на футбольних полях Никола Йованович працював спортивним директором словенського клубу «Домжале», а пізніше працював спортивним директором свого колишнього клубу «Будучност».

## Титули і досягнення
- Чемпіон Югославії (2):

«Црвена Звезда»: 1976–1977, 1979–1980